# Marcel Renault

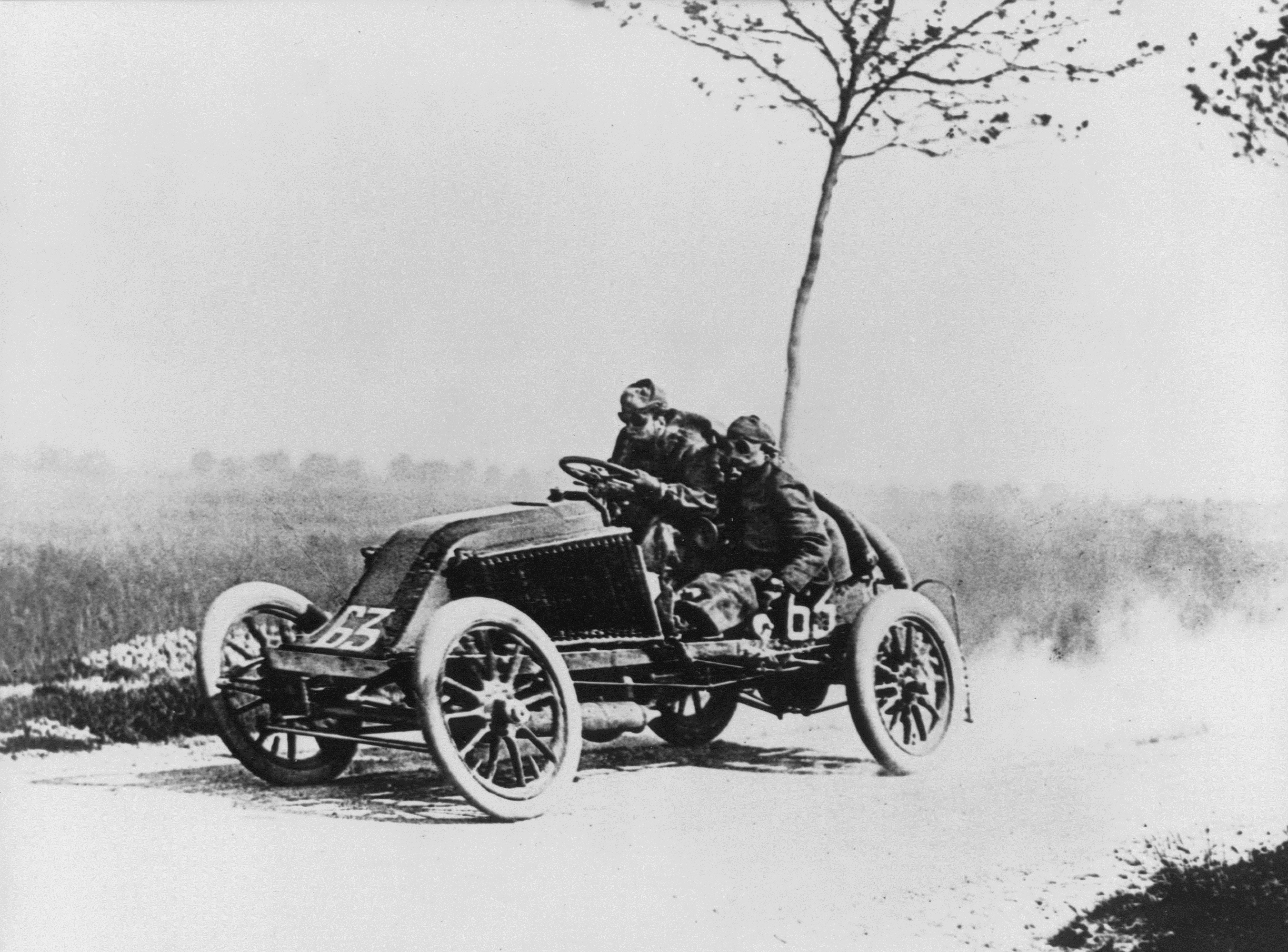
Marcel Renault i Paris-Madrid 1903.

Marcel Renault, född 14 maj 1872 i Paris, död 26 maj 1903 i Payré, var en fransk racerförare och bilkonstruktör, medgrundadre av Renault, bror till Louis och Fernand Renault.
Tillsammans grundade de tre bröderna Renault den 25 februari 1899. Han och Louis började tävla med bilarna de tillverkade året efter. Han avled vid 31 års ålder den 25 maj 1903 av de skador han ådragit sig i samband med en krasch i en biltävling mellan Paris och Madrid dagen före.
Efter hans död restes en staty till hans minne, men den förstördes av framryckande tyska styrkor under andra världskriget.